# Măcicășești, Mureș
Măcicășești este un sat în comuna Șăulia din județul Mureș, Transilvania, România.